# Paralichthys olivaceus
Paralichthys olivaceus és una espècie de peix de la família Paralichthyidae i de l'ordre dels Pleuronectiforme. És natiu del nord-oest de l'oceà Pacífic.
En contextos de països asiàtics com Corea o Japó , es refereix amb el nom de peix pla coreà o peix pla japonès . Són els més comuns dins la cria de peixos plans en aqüicultura de Corea. Es crien al Japó i a la Xina.